# María Nieves Blanco Díaz
María Nieves Blanco Díaz (Gijón, 5 de mayo de 1970) es una diplomática española. Es la embajadora de España en Luxemburgo (desde 2025).

## Carrera diplomática
Nació en Gijón en 1970. Tras licenciarse en Derecho en la Universidad de Oviedo, ingresó en la carrera diplomática (2005).  
Comenzó su carrera diplomática en el Consulado General de España en La Habana (2005-2007), para posteriormente continuar en la Representación Permanente de España en la OTAN, en dos periodos (2007-2012 y 2015-2018). Entre medios, fue vocal asesora de Asuntos Migratorios en el Ministerio de Asuntos Exteriores, Unión Europea y Cooperación (2012-2015).
De regreso a España, dirigió el equipo de programación cultural de la Casa de América (2018-2020), hasta que fue nombrada consejera cultural en la Embajada de España en Hungría (2020-2022).
Fue embajadora de España en Lituania (2022-2025). Es embajadora de España en Luxemburgo (desde 2025).
Está casada con Marcos Alonso Alonso, diplomático gijonés, embajador de España Representante Permanente ante la Unión Europea. Ambos son coautores, junto a otros diplomátuicos del libro De Santiago a Caracas, donde invitan al lector a pasear por una docena de ciudades latinoamericanas a través del tiempo y del espacio.
En diciembre de 2024 fue condecorada con la Gran Cruz del Mérito Aeronáutico con distintivo blanco.